# Vidmar AG

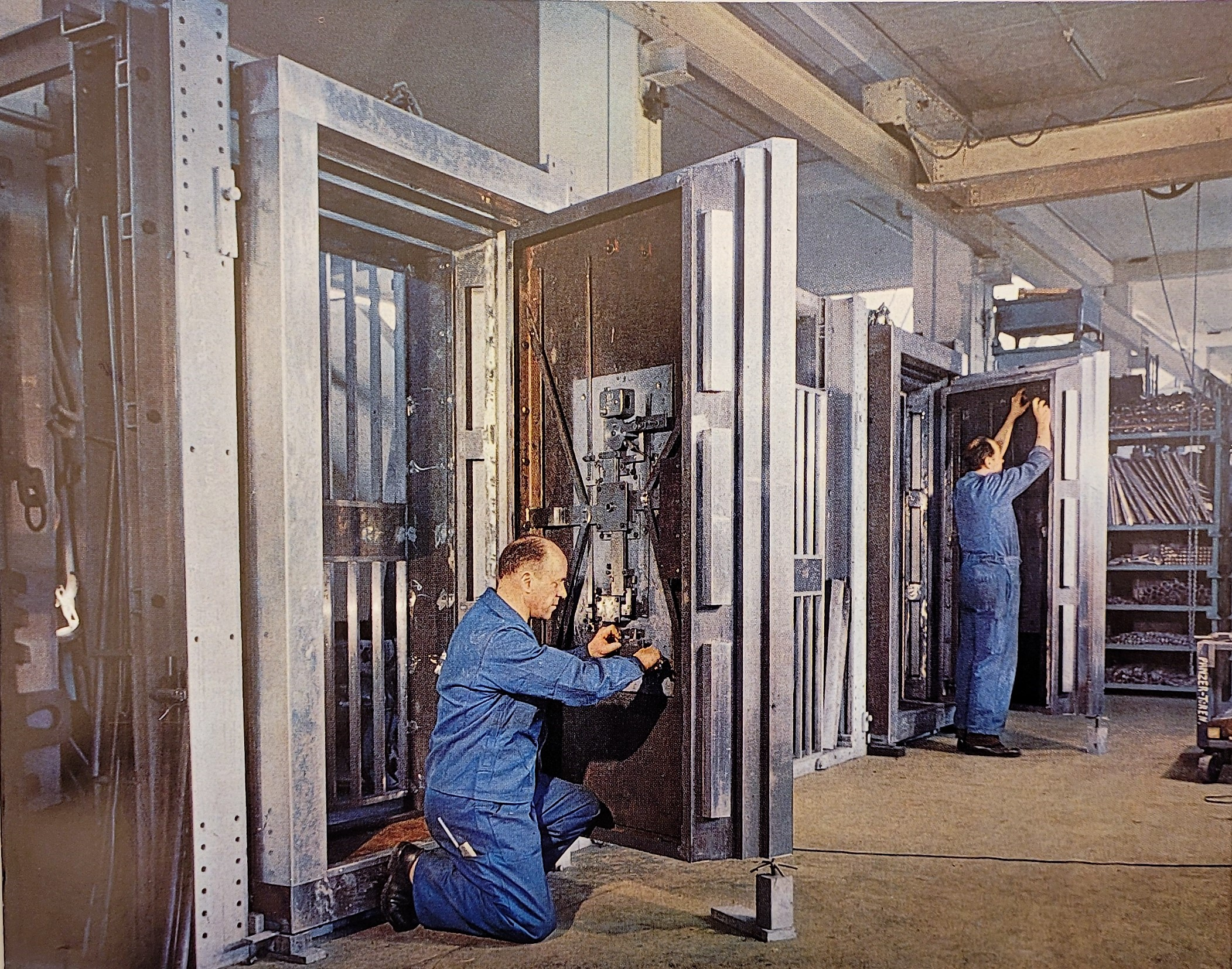
Montage Panzertüren von AR. Wiedemar

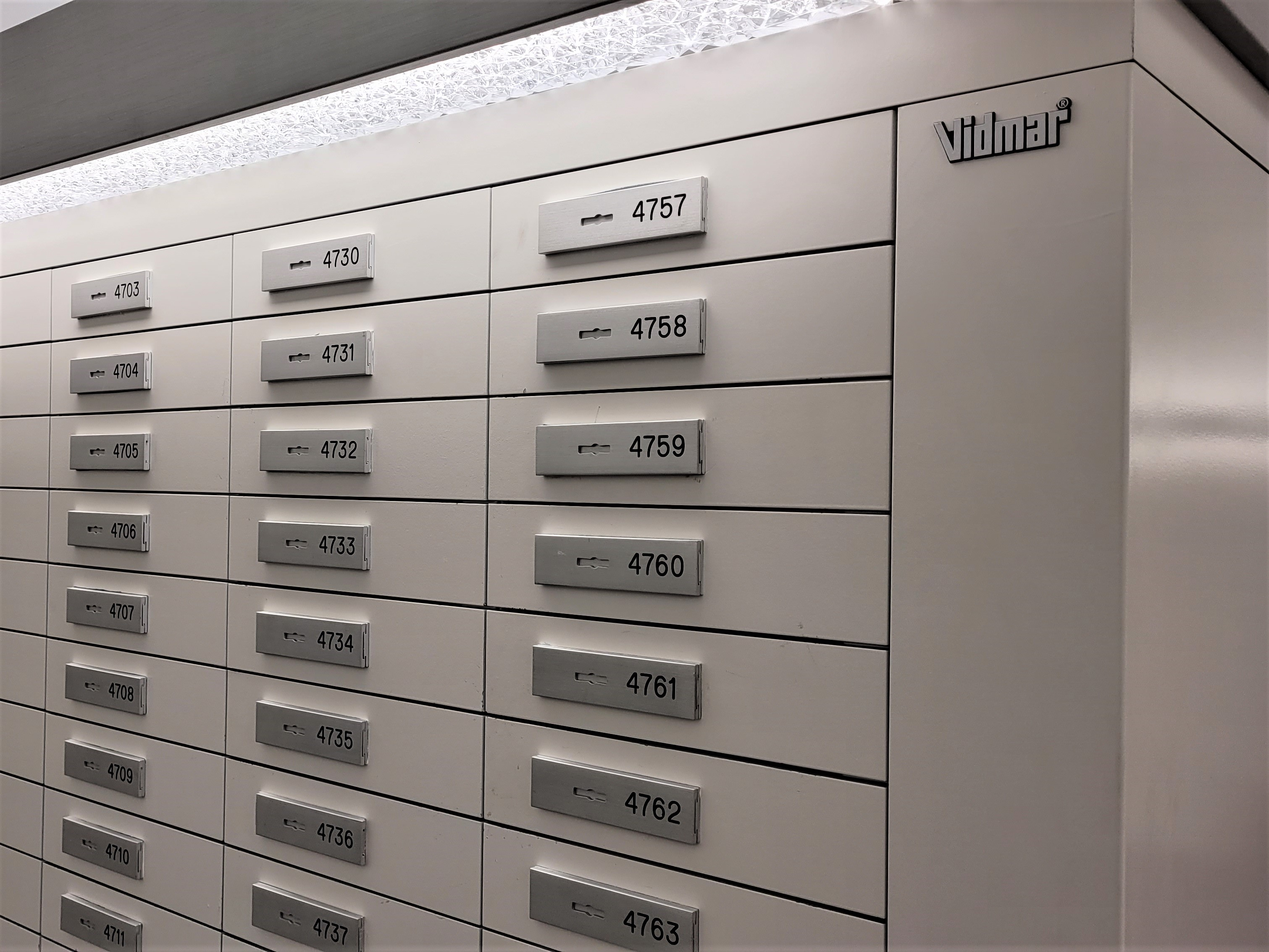
Vidmar Bankschliessfächer

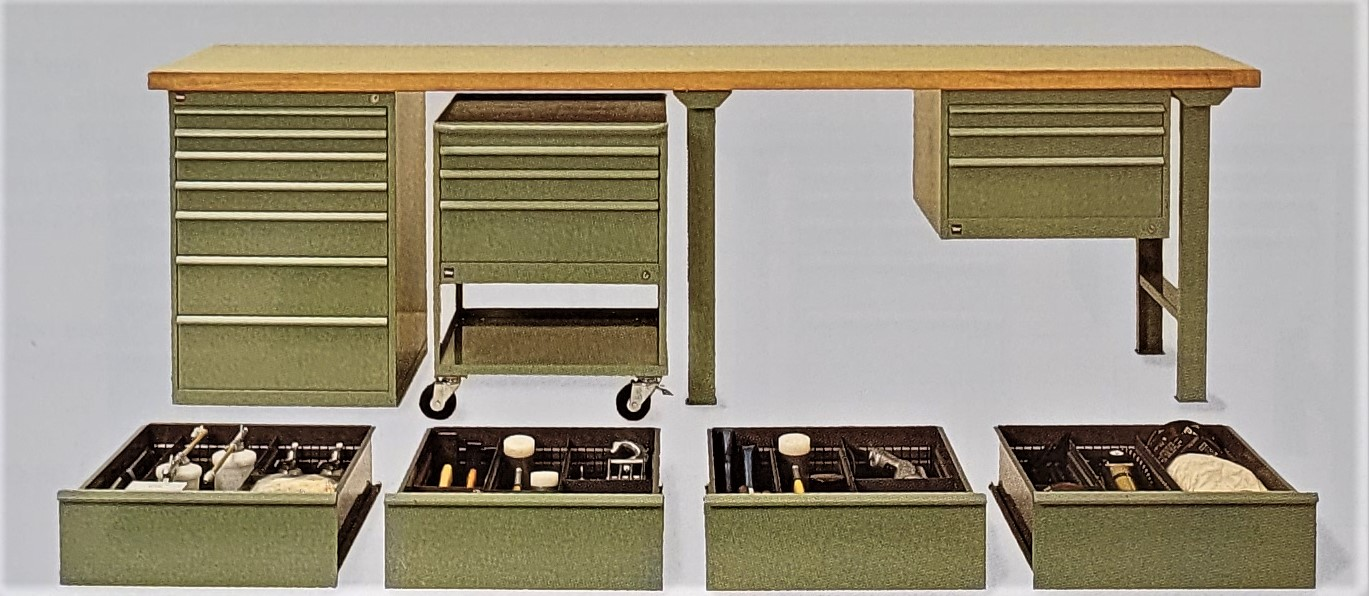
Vidmar-Werkstattarbeitsplätze

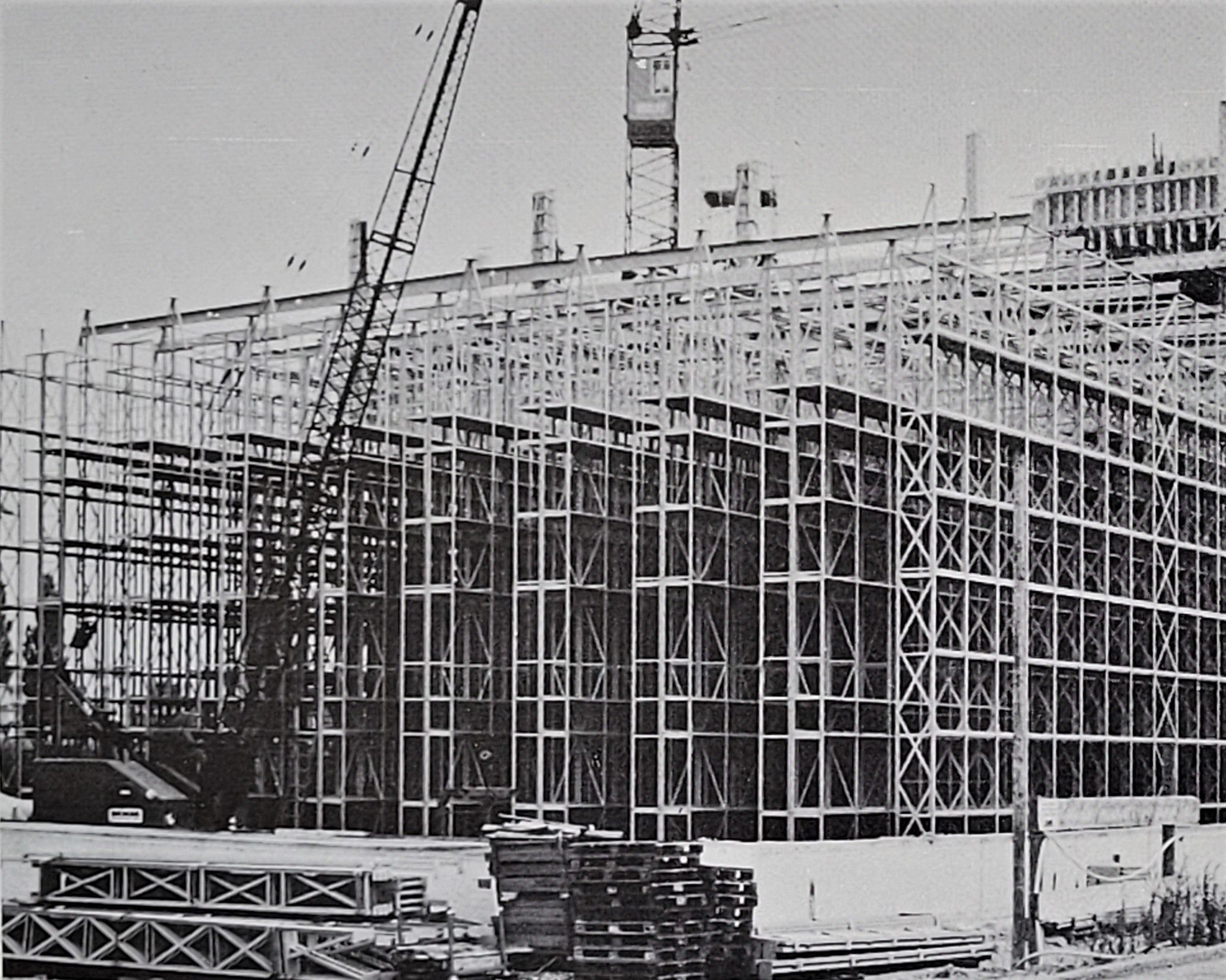
Gebäudetragende Hochregallager-Konstruktion, ca. 1969

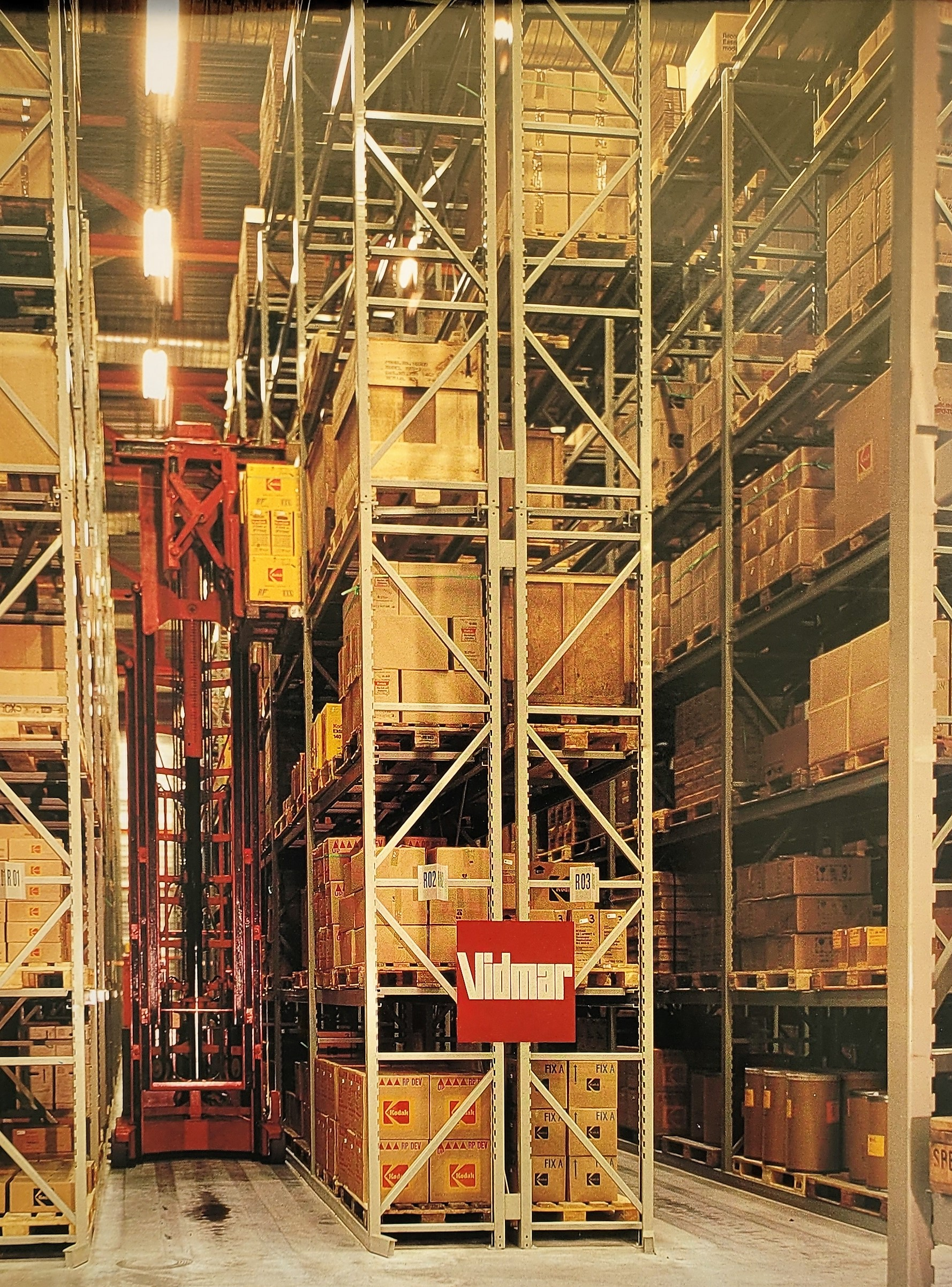
Vidmar-Paletten-Hochregallager mit Stapler

Vidmar AG war ein Schweizer Familienunternehmen, das 1862 von Julius Wiedemar in Bern zur Herstellung von Kassenschränken und Tresoren gegründet wurde. Ab 1912 nannte sich die Kollektivgesellschaft A+R Wiedemar, welche 1968 in eine Aktiengesellschaft umgewandelt wurde. Nach der Aufgabe der industriellen Tätigkeit im Jahr 1992 wurde das Areal umgenutzt. Die daraus entstandenen VIDMARhallen sind ein Kultur- und Begegnungszentrum geworden.

## Geschichte
Zu Beginn war die Firma eine Schlosserei an der Aarbergergasse in Bern, die durch Julius Wiedemar gegründet wurde und feuersichere Kassen- und Büroschränke herstellte. Nachdem die Räumlichkeiten in der Berner Altstadt für die Firma zu klein geworden waren, fand 1910 der Umzug nach Liebefeld bei Bern statt. Von 1895 bis 1912 wurde das Unternehmen durch Lina Wiedemar, die Witwe von Julius Wiedemar, geführt. Danach übernahmen ihre Söhne Arthur und Richard Wiedemar die Unternehmensführung. Gleichzeitig wurde die Produktpalette ab 1913 um Panzertüren und Schliessfächer für Banktresore erweitert. Anschliessend wurden auch die Schlossmechanismen selbst hergestellt.
Die Aufnahme der Produktion von Bürostahlmöbeln führte 1932 zur Neuausrichtung des Unternehmens. Als Markenname wurde Vidmar gewählt und in der Folge zur Marke für moderne Stahlbüromöbel. Zusätzlich wurden ab 1941 Werkzeugschränke und weitere Betriebseinrichtungen hergestellt. Ab 1942 leitete Hans A. Wiedemar das Unternehmen. Nach dem Zweiten Weltkrieg entstand etappenweise durch Neubauten ein Industrieareal in Liebefeld. Der Bekanntheitsgrad der Marke Vidmar für Schubladenschränke wurde durch Lizenznehmer in den USA und in Österreich gefördert. Später kamen weitere Lizenznehmer in Frankreich und Japan dazu, die lokal Vidmar-Produkte herstellten. Zusammen mit Vertriebspartnern zählte Vidmar 1973 14 Auslandvertretungen.
Pionierleistungen vollbrachte Vidmar im Bereich der Einrichtungen zur Lagerhaltung. Mitte der 1960er Jahre wurde im Fabrikareal der Firma der Prototyp eines automatisierten Hochregallagers erprobt. Die Steuerung für die Einlagerung von Paletten wurde mit Hilfe eines applikationsspezifischen Digitalrechners der Firma Güttinger elektronische Rechengeräte verwirklicht. In der Folge konnte Vidmar komplette Lagerlösungen für Kunden planen und implementieren. Zu den selbst hergestellten Teilen gehörten Hochregallagergestelle sowie stapelbare Schubladen- und Kombinationsgestelle zur automatischen Auslagerung von Kleinteilen. Die Bedienung zur Kommissionierung erfolgte durch einen Lift mit moderner elektronischer Steuerung. Eine von Vidmar erstmals eingeführte Neuerung war das Konzept gebäudetragender Hochregallager, bei denen die Gestelle auch das Dach und die Wände tragen.
Eine weitere Innovation der Vidmar AG war die Einführung des TeleSafe in den 1960er Jahren. Im Gegensatz zu traditionellen Bankschliessfächern, die zum Öffnen sowohl den Schlüssel der Bank wie denjenigen des Kunden erfordern, kann das Bankpersonal über eine elektromechanische Fernsteuerung die äussere Schliessfachtüre eines spezifischen Kunden öffnen. Der Kunde öffnet dann seine innere Türe mit seinem Schlüssel.
Der US-Lizenznehmer von Vidmar AG begann 1956 die lokale Produktion von Schubladenstöcken und Werkzeugschränken. Dieser Lizenznehmer wurde 1966 von der Stanley Works Corporation übernommen, führte jedoch diese Geschäfte weiterhin unter dem Namen Vidmar weiter, weil die Marke für hohe Funktionalität und Qualität steht. Seit 2017 gehört dieser Geschäftsbereich zusammen mit Produkten des ehemaligen Konkurrenten Lista zu Stanley Black & Decker Storage Solutions. Auch der neue Besitzer hält am Markennamen Vidmar und der entsprechenden Website fest.
In der Hochkonjunktur arbeiteten bis zu 420 Angestellte auf dem Vidmar-Areal. Die Produktion erfolgte zeitweise im 3-Schicht-Betrieb.
Ab 1978 führten Hans und Daniel Wiedemar die Firma. Der konjunkturelle Einbruch Mitte der 1970er Jahre machte der Firma zu schaffen. Der Rückgang des Umsatzes konnte nicht aufgehalten werden und führte 1989 zum Verkauf der Firma an den Konkurrenten Lista Holding in Erlen TG, der weiterhin die Produkte von Vidmar herstellte. Aufgrund von Marktveränderungen musste 1992 die Produktion am Standort Liebefeld aufgegeben werden.
Danach vermietete der neue Besitzer Fredy Lienhard als Miteigentümer der Lista AG die frei gewordenen Räumlichkeiten des Vidmar-Areals ab 1992 an Interessenten wie Gewerbetreibende und Künstler. Der Geschäftszweck der weiterhin bestehenden Firma Vidmar AG wurde als Immobilienverwaltung neu definiert. Nach der Einrichtung einer Aussenstelle des Stadttheaters Bern in 2006 entwickelte sich das Vidmar-Areal unter dem Namen VIDMARhallen zu einem Kulturzentrum und Gewerbeareal vor den Toren Berns. Die Bushaltestelle für Besucher trägt den Namen Hardegg Vidmar.

## Galerie

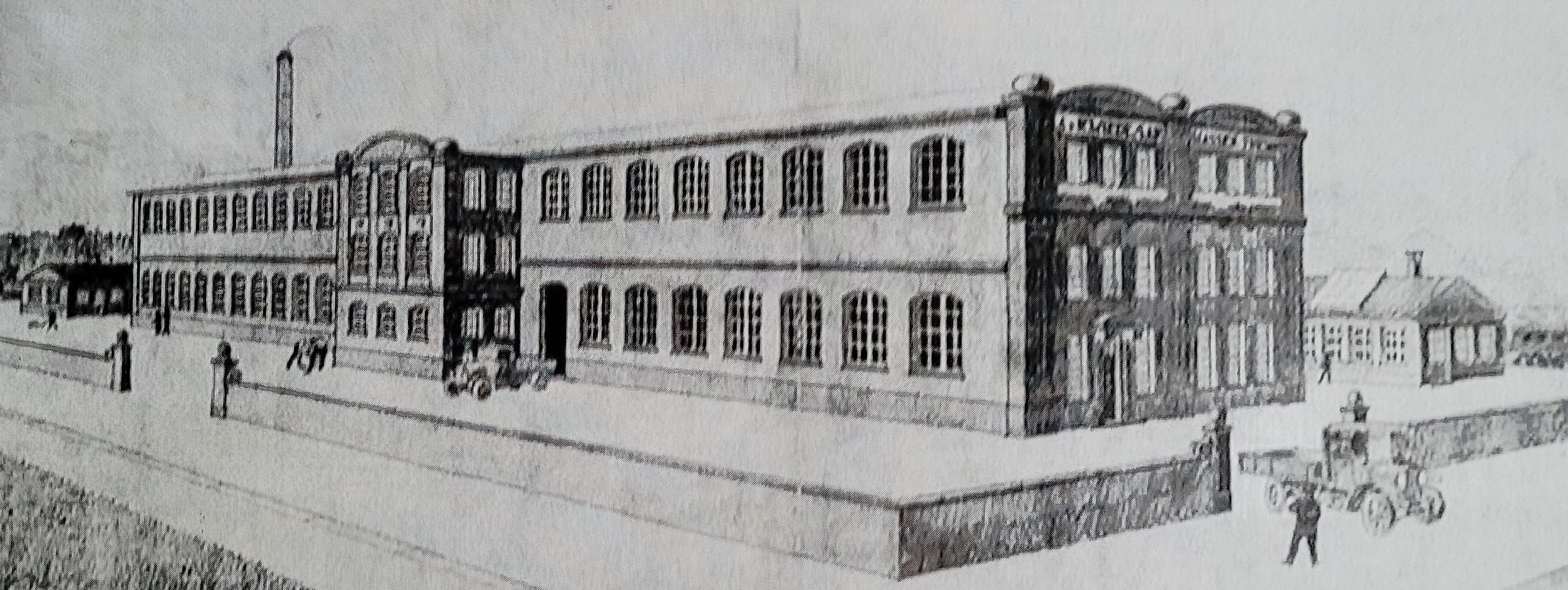
Erste Fabrik von Wiedemar in Bern-Liebefeld (1910)
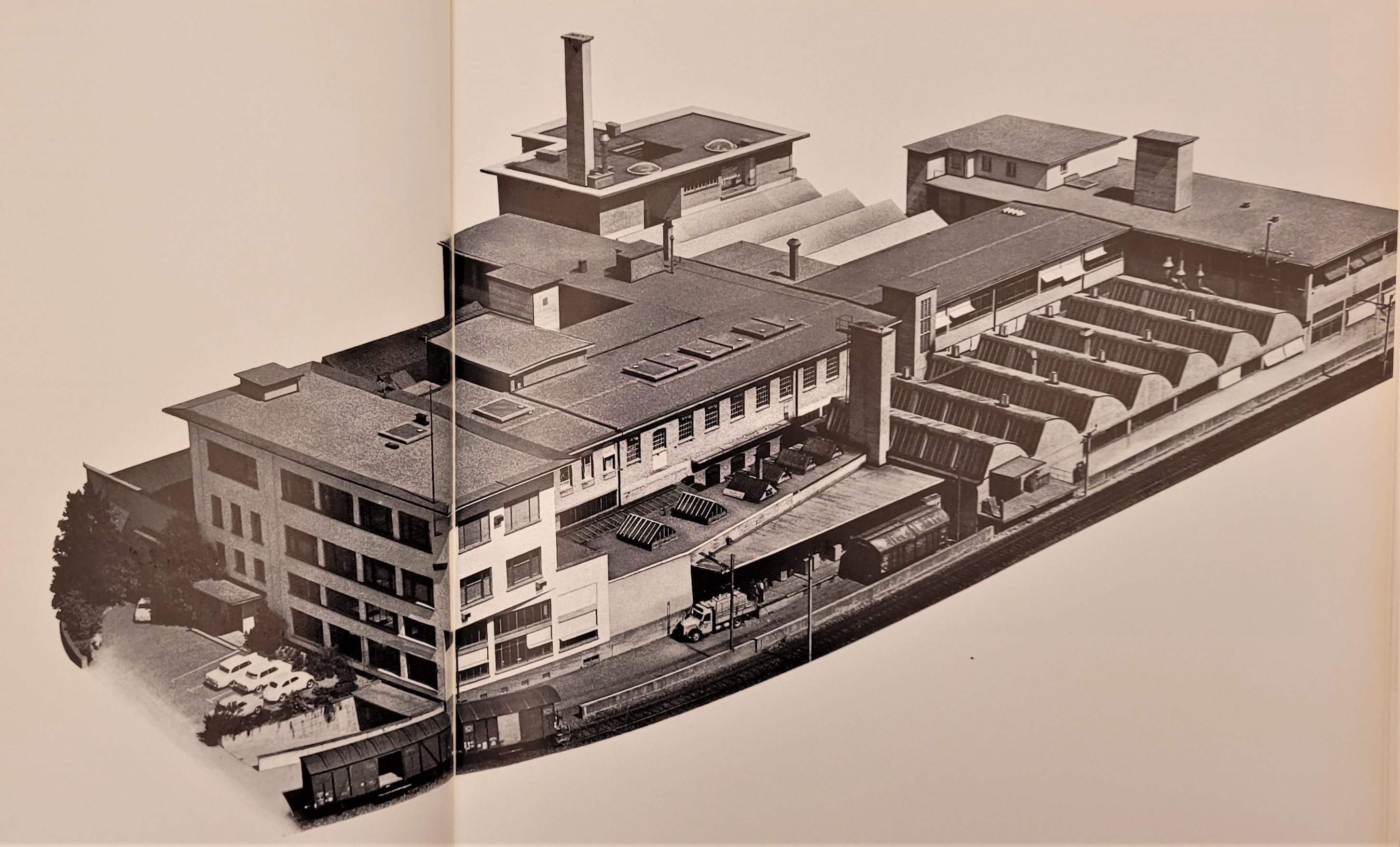
Fabrikerweiterungen Stand 1961
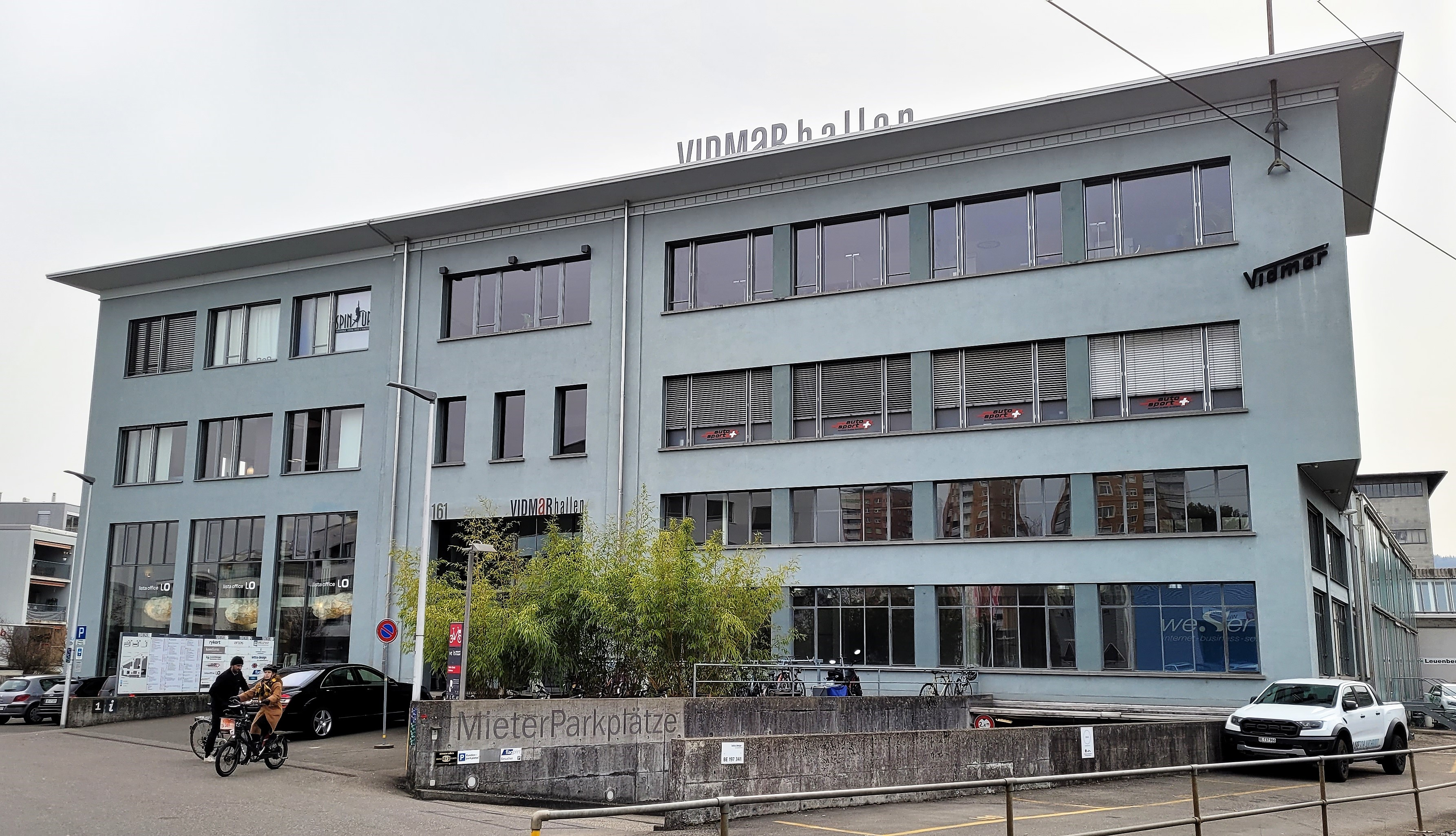
Vidmar-Hallen 2022
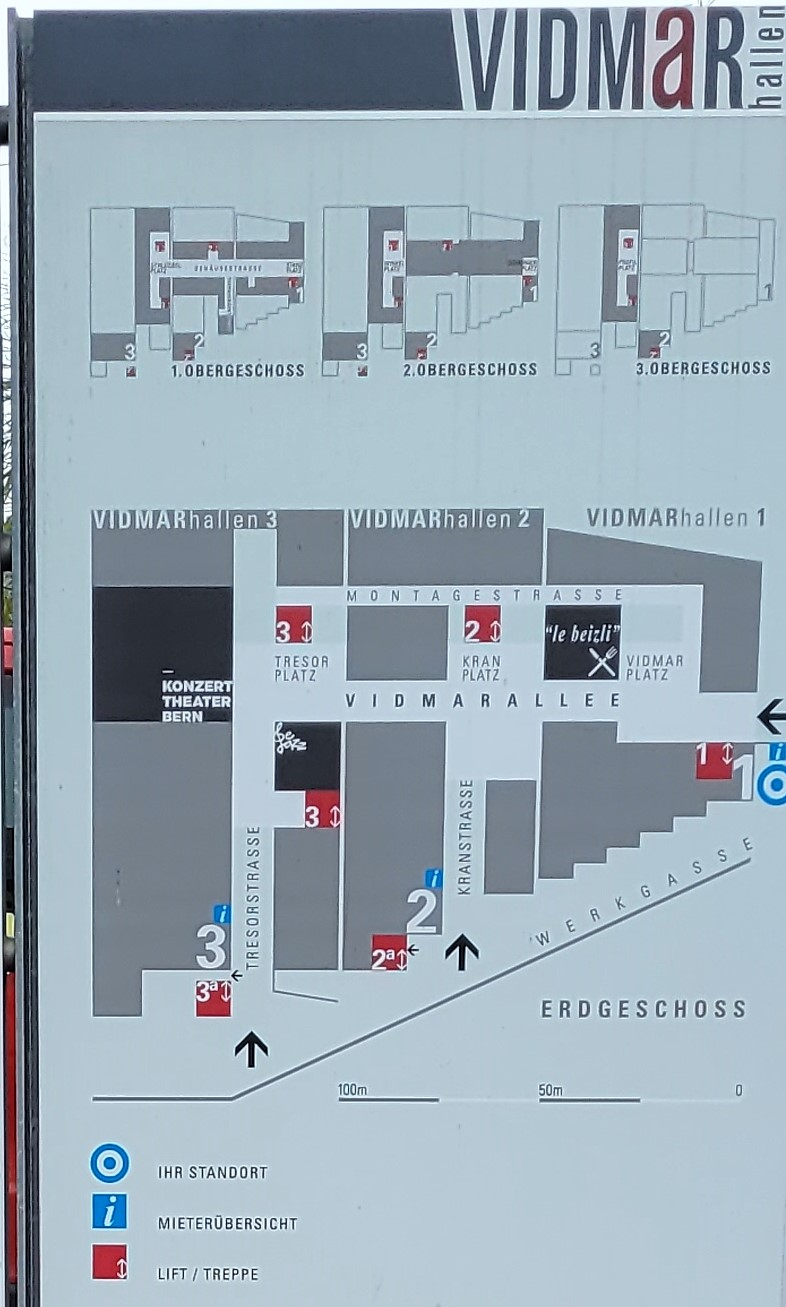
Plan der VIDMARhallen 2022